# Schinderhannes bartelsi
Schinderhannes bartelsi je živočich ze skupiny anomalokarid. Je znám pouze jeden exemplář z naleziště devonského stáří Hunsrück v Německu a ten byl nalezen v roce 2009. Jeho objev měl obrovský význam, protože předtím byli anomalokarididi známí pouze z výjimečně dobře zachovaných fosilních ložisek (tzv. Lagerstätten) z kambria. Žádné novější nálezy anomalokarid nebyly od kambria natolik časově posunuty, například nalezené v roce 2011 anomalokaridy z formace Fezouata (Maroko) odpovídají jen spodnímu ordoviku.
Anomalokarididy, jako např. Anomalocaris, byly organismy, které se považují za příbuzné členovcům. Tito živočichové vypadali jinak než jakékoliv dnes žijící organismy - měli segmentovanou vnější kostru s bočními laloky pro plavání, velké složené oči, často přisedlé na stopkách a na konci "hlavy" dvojici velkých přívěsků podobných ocasům krevet. Těmito přívěsky neboli chapadly si podávali kořist k ústům, které měly tvar kruhu. 

## Objev
Jediný nalezený vzorek (který zároveň je i holotyp) byl objeven v lomu Eschenbach-Bocksberg v Bundenbachu a je pojmenován podle Schinderhannese, známého německého zločince a hrdiny místního folkloru. Druhové jméno bartelsi je dáno podle Kryštofa Bartelse, odborníka na Hunsrücké břidlice. Vzorek se nachází v Naturhistorisches Museum v Mohuči.

## Morfologie
Schinderhannes je asi 10 cm dlouhý. Jako všichni anomalokaridy Schinderhannes nese pár přívěsků (tzv. great appendages) které jsou velice podobné jako měla Hurdia, ústa ve tvaru ananasového kolečka (podobné těm, co měla Peytoia) a velké, složité oči na stopkách. Živočich měl 12 tělních segmentů; velké podobné klapkám struktury vyčnívající z jedenáctého segmentu a větší klapkopodobné struktury na zadní části hlavy.

## Ekologie
Zachovaný obsah trávicího traktu je typický pro dravé živočichy, a na tento způsob života ukazuje také stavba "ústních ústrojí" a velikost a orientace očí Schinderhannes byl schopen plavání, poháněl se klapkopodobnými "ploutvemi" na zadní části hlavy a řídil směr svého pohybu pomoci "ploutviček" na jedenáctém segmentu.

## Význam
Objevení organismu bylo mimořádně důležité protože se značně posunula časová hranice vymírání anomalokarid: v době objevení (2009) skupina byla známa pouze z kambria. Další nekambrické anomalokaridy odpovídají spodnímu ordoviku (před 488–472 mil. let) – formace Fezouata na jihovýchodě Maroka, ale ty byly objeveny jen v roce 2011.